# Rodrigo Zamorano
 Rodrigo Zamorano  (Valladolid, 1542 - Sevilla, 1623) va ser un cosmògraf de la casa reial que va servir Felip II. Entre els seus altres oficis hi ha el de Pilot Major de la Casa de Contractació de Sevilla i el Consell d'Índies i el de catedràtic de cosmografia a Casa de Contractació de Sevilla. Es considera un dels més grans savis que va assistir en temes científics de l'època Felip II, i va ser autor de diversos llibres sobre nàutica, astronomia, almanacs i matemàtiques.

## Obra
A les seves obres Zamorano empra dades d'extracció copernicana i empra les taules prutèniques per raonament amb dades astronòmiques. Localitza el Sol entre els altres planetes i amb això es pot dir que és un partidari del geocentrisme.
La llista de les seves obres escrites es mostra a continuació:
- Primera traducció de Los seis libros primeros de Euclides traducidos en lengua Española procedent de textos d'Euclides (Sevilla, 1576).
- Compendio de la arte de navegar  que va ser dedicat al molt il·lustre senyor el llicenciat Diego Gasca de Salazar president del consell d'Índies. Imprès a Sevilla per Alonso de la Barrera l'any 1581.[1]
- Cronología de la razón de los tiempos , 1594, en el que posa en pràctica els procediments per executar les tasques agrícoles d'acord amb l'observació dels moviments dels astres en el cel.
- Carta de marear, , impresa a Sevilla en 4. º la primera edició és de 1579, 1588.